# Роман Гомола
Роман Гомола (чеськ. Roman Gomola, 8 грудня 1973, Тренчин) — чеський бобслеїст, розганяючий, виступав за збірну Чехії з 1996 до 2011 року. Двічі брав участь в зимових Олімпійських іграх в 2002 та 2006 роках. Чемпіон Європи.